# Литчфилдская школа права
Литчфилдская школа права (англ. Litchfield Law School) — частная юридическая школа, существовавшая в 1774—1833 годах в городе Литчфилд (штат Коннектикут, США). Основателем школы был Таппинг Рив.

## История
Таппинг Рив родился в 1744 году на острове Лонг-Айленде, в 1763 году он окончил Колледж Нью-Джерси (Принстонский университет). В течение семи лет преподавал в гимназии. Переехал в Коннектикут и изучал право у судьи Джесси Рута из Хартфорда, а в 1772 году был принят в коллегию адвокатов.
Затем он переехал в Литчфилд, где открыл собственную юридическую практику. Помимо юридической практики, Рив обучал ряд потенциальных адвокатов. Студенты жили в домах жителей города и ездили в дом Рива на Саут-стрит, чтобы получить свои утренние лекции по общему праву в гостиной дома Рива на первом этаже. В 1784 году он решил официально оформить свою программу обучения, создав юридическую школу, и построил однокомнатное школьное здание, примыкающее к его дому. Джеймс Гулд стал помощником Рива, когда тот был избран в Верховный Суд в 1798 году. Рив ушёл в отставку в 1820 году, а Гулд продолжал работать до 1833 года. Лекции Школы охватывали всю совокупность законов, включая недвижимость, права людей, права вещей, договоры, деликты, доказательства, признание вины, преступления и справедливость.
К моменту закрытия школы в 1833 году в ней обучилось более 1100 человек, включая Аарона Берра и Джона К. Кэлхауна.